# Типакоке
Типакоке (исп. Tipacoque) — небольшой город и муниципалитет на северо-востоке центральной части Колумбии, на территории департамента Бояка. Входит в состав Северной провинции.

## История
Муниципалитет был выделен в отдельную административную единицу 28 ноября 1968 года.

## Географическое положение

Муниципалитет Типакоке

Город расположен в северо-восточной части департамента, в горной местности Восточной Кордильеры, к западу от реки Чикамоча, на расстоянии приблизительно 117 километров к северо-востоку от города Тунха, административного центра департамента. Абсолютная высота — 1878 метров над уровнем моря.
Муниципалитет Типакоке граничит на севере с территорией муниципалитета Коварачия, на востоке — с муниципалитетом Боавита, на юге — с муниципалитетом Соата, на северо-востоке и западе — с территорией департамента Сантандер. Площадь муниципалитета составляет 73 км².

## Население
По данным Национального административного департамента статистики Колумбии, совокупная численность населения города и муниципалитета в 2015 году составляла 3206 человек.
Динамика численности населения муниципалитета по годам:
| 2005 | 2006 | 2007 | 2008 | 2009 | 2010 | 2011 | 2012 | 2013 | 2014 | 2015 |
| ---- | ---- | ---- | ---- | ---- | ---- | ---- | ---- | ---- | ---- | ---- |
| 3855 | 3785 | 3724 | 3653 | 3589 | 3530 | 3462 | 3409 | 3340 | 3283 | 3206 |

Согласно данным переписи 2005 года мужчины составляли 51,3 % от населения Типакоке, женщины — соответственно 48,7 %. В расовом отношении белые и метисы составляли 99,94 % от населения города; негры, мулаты и райсальцы — 0,03 %; индейцы — 0,03 %.
Уровень грамотности среди всего населения составлял 83,5 %.

## Экономика
66,7 % от общего числа городских и муниципальных предприятий составляют предприятия торговой сферы, 23,8 % — предприятия сферы обслуживания, 8,6 % — промышленные предприятия, 0,9 % — предприятия иных отраслей экономики.

## Транспорт
Через город проходит национальное шоссе № 55.